# Kanton Collobrières
Der Kanton Collobrières war bis 2015 ein französischer Wahlkreis im Arrondissement Toulon, im Département Var und in der Region Provence-Alpes-Côte d’Azur; sein Hauptort war Collobrières. Vertreter im Generalrat des Départements war zuletzt von 2001 bis 2015 Albert Vatinet (DVD).

## Geographie
Der Kanton umgab seinen Hauptort Collobrières im Arrondissement Toulon. Das Höhenprofil erstreckte sich  bei einer mittleren Höhe von 123 m von Meereshöhe (Bormes-les-Mimosas) bis auf 776 m (Collobrières).

## Gemeinden
Der Kanton bestand aus drei Gemeinden:
| Gemeinde           | Einwohner Jahr | Fläche km² | Bevölkerungsdichte | Code INSEE | Postleitzahl |
| ------------------ | -------------- | ---------- | ------------------ | ---------- | ------------ |
| Bormes-les-Mimosas | 7.847 (2013)   | 97,32      | 81 Einw./km²       | 83019      | 83230        |
| Collobrières       | 1.887 (2013)   | 112,68     | 17 Einw./km²       | 83043      | 83610        |
| Le Lavandou        | 5.148 (2013)   | 29,65      | 174 Einw./km²      | 83070      | 83980        |